# Idzi Jucha
Idzi  Jucha (ur. ok. 1230, zm. po 1294) – podsędek wrocławski, łowczy, klucznik, rycerz.  Właściciel dóbr Widawa, na Dolnym Śląsku.
Być może ochrzczony został we wrocławskim kościele św. Idziego, na co wskazywać może rzadko spotykane wśród śląskiego rycerstwa, imię. Znany jest z dokumentów, w których występuje jako świadek. Po raz pierwszy, pojawia się na trzecim dokumencie księcia wrocławskiego Henryka III, wydanym we Wrocławiu w 1251 roku, oraz na kolejnym – tego samego księcia, z 1257 roku. W 1261 roku wymieniony jest jako dworzanin w Namysłowie. W 1264 roku jest świadkiem na dokumencie księcia Tomasza I, jako rycerz księcia wrocławskiego i łowczy. Występuje jako świadek na dokumencie Henryka IV Probusa z 1274 roku, oraz świadek na czwartym dokumencie księcia Henryka V Brzuchatego w 1290 roku. Wymieniony jako podsędek wrocławski i jako podsędek bez urzędu, świadczy we Wrocławiu w latach: 1291 oraz 1292. Jako podsędek i klucznik jest w 1292 roku, świadkiem w Oleśnicy.  28 maja 1294 roku Idzi rozsądza spór między Zakonem Krzyżowców z Czerwoną Gwiazdą od świętego Macieja, a braćmi z Rorrow (bracia: Eberhard, Szymon i Tomasz z Grodziszowa). Być może właśnie Idzi, brat Bogusława jest również świadkiem, na dokumencie Richwina syna Stefana w 1288 roku.
W 1257 roku Henryk III Biały zgodził się aby obaj bracia zlecili swojemu sołtysowi Albertowi, przeniesienie dóbr Widawa na prawo średzkie. Świadkami na dokumencie  byli: przeor Franciszkanów Franczko, Syfrid, komes Paweł oraz kupiec Ramwold.